# Shang Wu Yi
För den moderna politikern, se Wu Yi.
Wu Yi (武乙; Wǔ Yǐ), död 1113 f.Kr., var en kinesisk kung över den forna Shangdynastin. Wu Yi regerade 1147 f.Kr. till 1113 f.Kr. Wu Yi omnämndes i orakelbensskriften och Shiji under sitt postuma tempelnamn "Wu Yi, 武乙".
Wu Yi efterträdde sin far Geng Ding som kung över Shangdynastin.
1147 f.Kr. flyttar Shangdynastin huvudstaden till norra sidan om Gula floden. 1133 f.Kr. flyttade Wu Yi huvudstaden igen till Mo (沫).
När Wu Yi var på jakt i området mellan Gula floden och Weifloden träffades han 1113 f.Kr. av blixten och avled. Wu Yi efterträddes av sin son Wen Wu Ding.